# Amministrazione austro-ungarica in Bosnia ed Erzegovina
Con amministrazione austro-ungarica in Bosnia ed Erzegovina (in tedesco Österreichisch-Ungarische Verwaltung Bosniens und der Herzegowina) si indica la situazione amministrativa esistente nella regione dal 1878 al 1918. L'area si originò dall'occupazione ad opera dell'Austria-Ungheria dell'area della Bosnia e dell'Erzegovina come pretesa a seguito del Congresso di Berlino del 1878, sebbene questa continuasse a far parte dell'Impero ottomano. Nel 1908, infine, l'Austria-Ungheria annesse la Bosnia e l'Erzegovina ai propri domini diretti ponendoli sotto il proprio controllo.

## Storia

### Occupazione

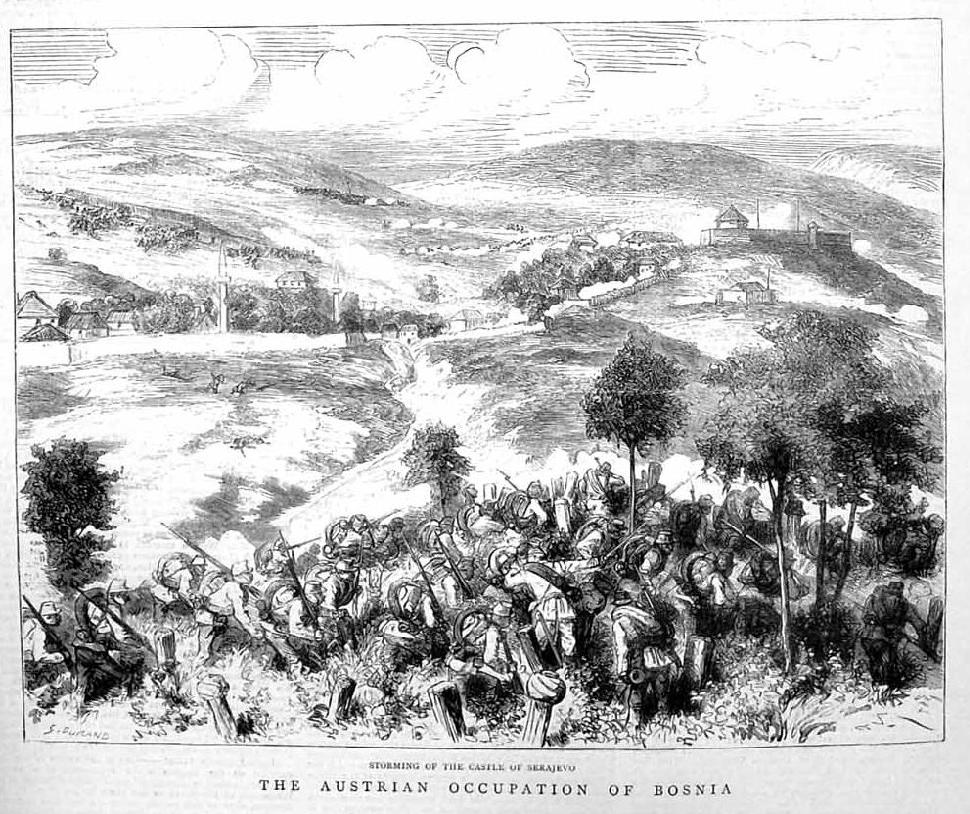
Le forze austro-ungariche all'assalto di Sarajevo.

A seguito della Guerra russo-turca del 1877-78, tra il giugno ed il luglio del 1878 venne aperto dalle maggiori potenze mondiali il Congresso di Berlino. Il successivo Trattato di Berlino stabilì il passaggio dell'amministrazione della Bosnia e dell'Erzegovina all'Austria-Ungheria, mentre esse rimanevano a tutti gli effetti sotto la formale sovranità dell'Impero ottomano. L'Austria ricevette anche dei diritti circa l'occupazione del Sangiaccato di Novi Pazar.
L'esercito austro-ungarico iniziò ben presto i preparativi per assaltare la Bosnia e l'Erzegovina, comandando dalla fine di giugno del 1878 una forza di 82.113 uomini, 13.313 cavalli e 112 cannoni nella VI, VII, XX e XVIII divisione di fanteria nel Regno di Dalmazia. Il primo comandante della nuova area fu Josip Filipović; la XVIII divisione di fanteria venne posta sotto il controllo di Stjepan Jovanović, mentre la retroguardia in Dalmazia venne affidata al comando di Gabriel Rodić. L'occupazione della Bosnia e dell'Erzegovina iniziò il 29 luglio 1878 e terminò il 20 ottobre di quello stesso anno.
L'esercito ottomano in Bosnia ed Erzegovina a quel tempo era composto da 40.000 uomini circa e da 77 cannoni, che combinati alla milizia locale portava il numero a 93.000 uomini. Le truppe austro-ungariche si scontrarono occasionalmente con la popolazione di fede islamica ed ortodossa locale, mentre battaglie significative si tennero presso Čitluk, Stolac, Livno e Klobuk. Malgrado la perdita di Maglaj e Tuzla, Sarajevo venne occupata nell'ottobre del 1878. Le perdite austro-ungariche ammontarono a circa 5.000 uomini e l'inaspettata violenza della campagna portò a recriminazioni tra i comandanti ed i leader politici. La resistenza terminò dopo tre settimane dalla definitiva occupazione della capitale locale; tale opposizione era essenzialmente legata ai musulmani bosniaci i quali sotto l'Austria avrebbero perso i loro privilegi basati appunto sulla loro appartenenza religiosa.
Le tensioni rimasero attivate in diverse parti dello Stato (in particolare in Erzegovina) e si verificarono migrazioni di massa di musulmani locali dissidenti. Ad ogni modo, lo Stato raggiunse una relativa stabilità così da permettere all'Austria-Ungheria la possibilità di portare avanti alcune riforme sociali ed amministrative che prefigurarono la Bosnia e l'Erzegovina come una "colonia modello". Con la prospettiva di fondare una vera e propria provincia, gli Asburgo codificarono una serie di leggi nazionali, introdussero nuove pratiche politiche e generalmente provvidero alla modernizzazione dell'area.

### Annessione

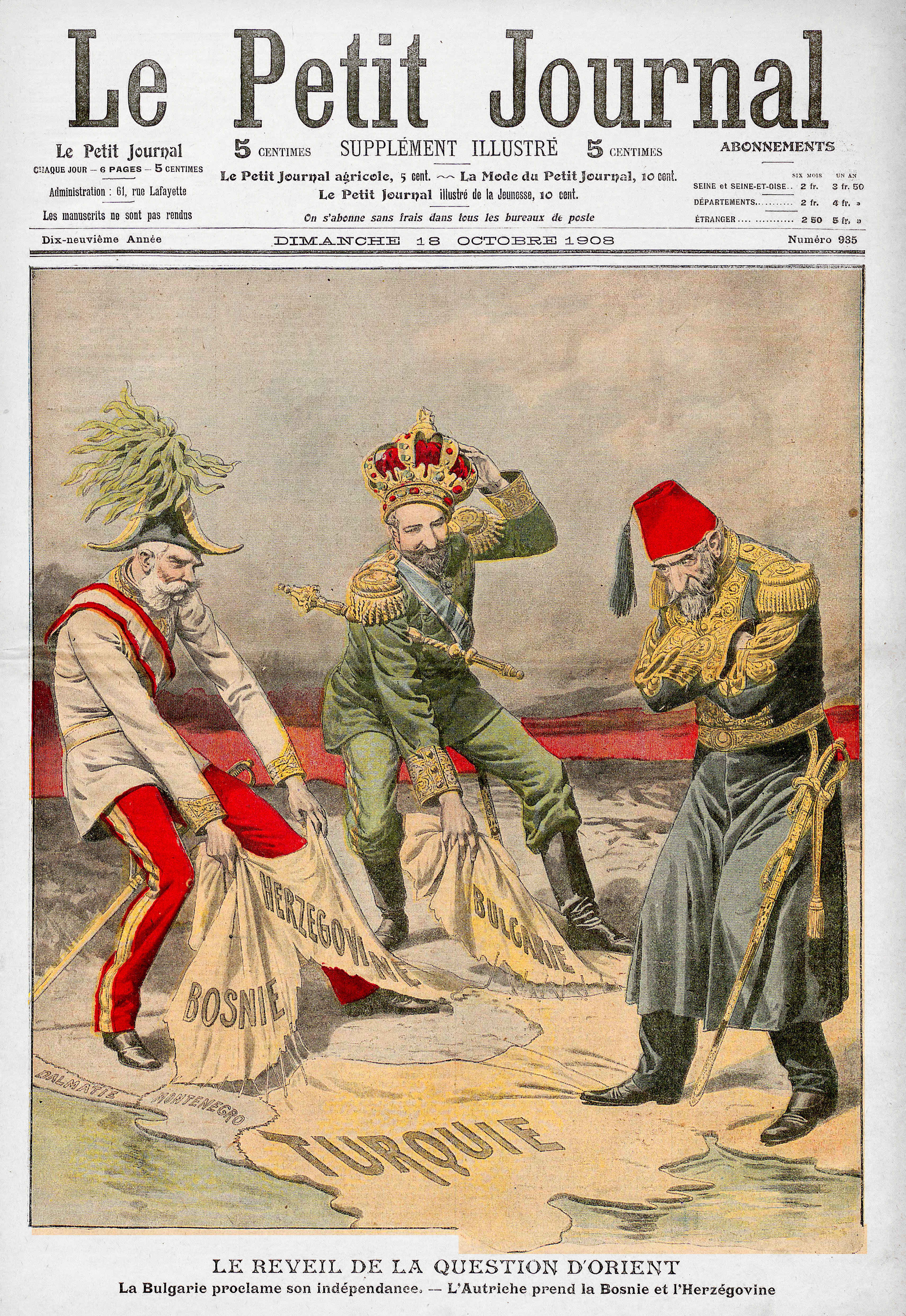
Illustrazione del giornale francese Le Petit Journal sulla Crisi bosniaca: la Bulgaria dichiara la sua indipendenza ed il principe Ferdinando viene nominato zar; l'Austria-Ungheria, nella persona di Francesco Giuseppe, annette la Bosnia e l'Erzegovina, mentre il sultano ottomano Abdul Hamid II resta a guardare impotente.

Anche se la Bosnia e l'Erzegovina continuavano ad essere parte dell'Impero ottomano, almeno formalmente, l'autorità austro-ungarica aveva il controllo fattuale sull'area. L'Austria-Ungheria colse l'occasione per incorporare la Bosnia e l'Erzegovina sfruttando una situazione internazionale complessa. Francesco Giuseppe usò la Rivoluzione dei Giovani Turchi (luglio 1908) nell'Impero ottomano per annettere definitivamente le due aree, giustificandosi col possibile pericolo che la rivoluzione potesse scoppiare anche in quelle aree a danno dei musulmani bosniaci e dei serbi, minacciando anche l'autonomia dell'area se questa fosse rimasta nell'Impero ottomano.
Il 7 settembre 1908 i gruppi rivoluzionari richiesero che la Bosnia e l'Erzegovina ottenessero una costituzione come parte dell'Impero ottomano e per tutta risposta il 5 ottobre di quello stesso anno, Francesco Giuseppe annunciò ufficialmente l'annessione delle due aree direttamente all'Impero, chiedendo al Ministro delle Finanze di creare delle nuove costituzioni per i territori acquisiti. Due giorni dopo, a Sarajevo, l'annessione venne ufficializzata scatenando una profonda crisi internazionale che venne risolta solo il 26 febbraio 1909 quando l'Impero ottomano riconobbe l'annessione operata dall'Austria e ricevette una ricompensa materiale in compensazione delle perdite territoriali subite. Da questo momento in poi la Bosnia e l'Erzegovina fecero ufficialmente parte dei territori imperiali ed il 21 marzo 1909 l'Impero tedesco entrò nel gioco lanciando un ultimatum all'Impero russo affinché riconoscesse l'annessione operata dall'Austria, assenso che la Russia concesse immediatamente. Il Regno di Serbia riconobbe l'annessione il 31 marzo ed il Regno del Montenegro il 5 aprile.
L'annessione dei territori, ad ogni modo, causò delle problematiche interne tra i musulmani locali: questi pensavano che la sovranità del sultano non potesse essere rimossa così facilmente solo con la proclamazione di uno stato di fatto, per giunta da un imperatore di fede cristiana. I dissidenti pertanto si riunirono a Budapest l'11 ottobre 1908 ove pubblicarono il Messaggio ai Popoli di Bosnia ed Erzegovina, ove asserirono che la popolazione non era riuscita nei trent'anni precedenti a legare con gli occupanti austro-ungarici e pertanto si richiedeva al popolo prima di accettare i nuovi sovrani di attendere le rivoluzioni delle grandi potenze europee. A differenza dei musulmani e degli ortodossi (che tendevano ad identificarsi con i serbi), invece, i cattolici (che tendevano ad identificarsi con i croati) accettarono più di buon grado l'annessione austro-ungarica al punto che in un'udienza con l'imperatore, i rappresentanti Nikola Mandić e Antonije Sunarić espressero la gratitudine del popolo croato all'imperatore per l'operazione avvenuta.

## Amministrazione
Kreis di Banja Luka
     Kreis di Bihać
     Kreis di Mostar
     Kreis di Sarajevo
     Kreis di Travnik
     Kreis di Tuzla

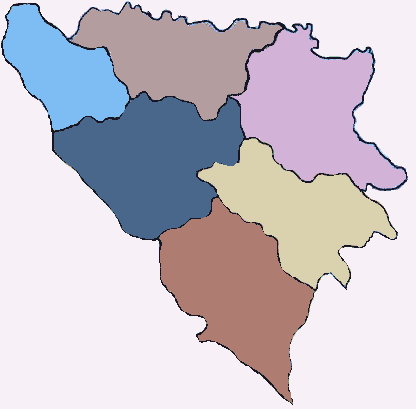
Circondari (Kreise) di Bosnia ed Erzegovina:
Kreis di Banja Luka
Kreis di Bihać
Kreis di Mostar
Kreis di Sarajevo
Kreis di Travnik
Kreis di Tuzla

Bosnia ed Erzegovina vennero governate unitamente nella Cisleitania (Austria) e nelle Transleitania (Ungheria) attraverso il ministero delle finanze. Nel ministero era presente un Ufficio bosniaco che controllava la Bosnia ed Erzegovina e gestiva il governatorato di Sarajevo. Il governo di Bosnia ed Erzegovina era capeggiato da un governatore, che era anche comandante militare delle forze dell'area. Il governo era inoltre composto da deputati e capi dipartimento. In un primo momento, il governo disponeva di soli tre dipartimenti: amministrativo, finanziario e legislativo. Successivamente i dipartimenti vennero espansi includendo specifici settori per la costruzione, l'economia, l'educazione, la religione, la tecnica.
Nella costituzione del 1910, l'imperatore proclamò che la Bosnia e l'Erzegovina dovessero essere gestite in un unico territorio che rimase un corpus separatum amministrato da Austria e da Ungheria. La costituzione mise però in campo altri punti come la Dieta di Bosnia, il Consiglio nazionale ed i consigli municipali. La Dieta di Bosnia disponeva di poteri legislativi estremamente limitati in quanto le prerogative principali in questo senso erano detenute dall'imperatore e dai parlamenti di Vienna e di Budapest. Essa aveva dunque il solo compito di proporre le decisioni da prendere per il paese per poi sottoporle agli altri parlamenti sovranazionali.
La costituzione del 1910 ebbe però il pregio di introdurre il concetto di libera cittadinanza nell'area e di preservare usi, costumi, libertà di lingua, libertà di apprendimento ed educazione della popolazione locale, inviolabilità del domicilio, ammissione di posta segreta e telegrafi, inviolabilità della proprietà privata, diritto di petizione e diritto di riunione.
Le autorità austro-ungariche mantennero sostanzialmente le divisioni interne della Bosnia e dell'Erzegovina che già erano state dell'Impero ottomano, cambiando solo i nomi ai diversi dipartimenti. Pertanto il Vilayet di Bosnia venne ribattezzato in Reichsland (Territorio imperiale), i sangiaccati divennero Kreise (circondari), i caza divennero Bezirke (distretti), mentre le nahiya divennero Exposituren (espositure). Vi erano in tutto 6 Kreise e 54 Bezirke. A capo del Reichsland vi era un Landesschef, a capo dei Kreise vi erano dei Kreisleiter ed a capo dei Bezirke dei Bezirksleiter.